# Maharajganj (Uttar Pradesh)
Maharajganj (Hindi: महाराजगंज Mahārājgañj, [mʌhɑːˈrɑːdʒɡʌndʒ]; auch Mahrajganj) ist eine Stadt im nordindischen Bundesstaat Uttar Pradesh.
Sie liegt im Nordosten Uttar Pradeshs nahe der nepalesischen Grenze rund 50 Kilometer nördlich von Gorakhpur. Zum Zeitpunkt der Volkszählung 2011 hatte Maharajganj 33.930 Einwohner. Die Stadt ist Verwaltungssitz des Distrikts Maharajganj.